# Еміль Гойзінгер фон Вальдегг
Еміль Гойзінгер фон Вальдегг (нім. Emil Heusinger von Waldegg; 22 жовтня 1880, Темар — 8 грудня 1966, Бад-Годесберг) — німецький військово-морський діяч, інженер, адмірал крігсмаріне (30 вересня 1935).

## Біографія
7 квітня 1900 року вступив на флот кадетом. Пройшов підготовку на навчальному кораблі «Штош» і у військово-морському училищі. У 1902-04 роках служив на Далекому Сході на важких крейсерах «Князь Бісмарк» і «Грета». Потім служив на надводних кораблях. Закінчив Військово-морську академію (1912) і 1 липня 1912 року переведений в Адмірал-штаб. З 9 серпня 1912 по 30 червня 1913 року — навігаційний офіцер важкого крейсера «Вікторія Луїза». Учасник Першої світової війни, з 31 липня 1914 року — офіцер Адмірал-штабу в штабі флоту відкритого моря. 15 квітня 1917 року переведений в підводний флот. Після недовгого командування підводним човном U-25 (23 жовтня — 29 грудня 1917) переведений в штаб формувань підводного флоту. Після закінчення війни служив в центральному апараті Морського керівництва. З 8 жовтня 1922 по 14 жовтня 1923 року — 1-й офіцер Адмірал-штабу в штабі командувача ВМС в Північному морі. З 8 вересня 1927 року — командир лінійного корабля «Гессен», з 28 вересня 1928 року — начальник штабу Морського керівництва. 15 листопада 1930 року призначений начальником Спільного управління Морського керівництва. 27 вересня 1935 року переведений в розпорядження начальника Морського керівництва, а 30 вересня звільнений у відставку.

## Нагороди
- Срібна медаль Заслуг (Китай; 11 вересня 1904)
- Орден Корони (Бельгія), офіцерський хрест (19 жовтня 1912)
- Залізний хрест
  - 2-го класу (3 січня 1915)
  - 1-го класу (28 червня 1916)
- Орден Білого слона, офіцерський хрест (Сіам; 10 серпня 1915)
- Хрест «За заслуги у війні» (Саксен-Мейнінген) (березень 1916)
- Військовий Хрест Фрідріха-Августа (Ольденбург)
  - 2-го класу із застібкою «Перед ворогом» (22 липня 1916)
  - 1-го класу
- Ганзейський Хрест (Бремен; 19 вересня 1916)
- Хрест «За вислугу років» (Пруссія) (22 березня 1920)
- Почесний хрест ветерана війни з мечами

-Eisernes Kreuz (1914) II. Klasse (03. 01. 1915)
-Eisernes Kreuz (1914) I. Klasse (28. 06. 1916)
-Kaiserlich Chinesische Silberne Verdienstmedaille (Kung-Pai-Verdienstmedaille) (11. 09. 1904)
-Offizierkreuz des Königlich Belgischen Kronenordens (19. 10. 1912)
-Offizierkreuz des Königlich Siamesischen Weißen Elefantenordens (10. 08. 1915)
-Herzoglich Sachsen-Meiningisches Ehrenkreuz für Verdienst im Kriege (00. 03. 1916)
-Großherzoglich Oldenburgisches Friedrich August-Kreuz II. Klasse mit Spange „Vor dem Feinde“ (22. 07. 1916)
-Großherzoglich Oldenburgisches Friedrich August-Kreuz I. Klasse
-Bremisches Hanseatenkreuz (19. 09. 1916)
-Königlich Preußisches Dienstauszeichnungskreuz (22. 03. 1920)
-Ehrenkreuz des Weltkrieges 1914/1918 mit Schwertern für Frontkämpfer